# Hybolasius modestus
Hybolasius modestus là một loài bọ cánh cứng trong họ Cerambycidae.